# Episodi di Just Shoot Me! (seconda stagione)
La seconda stagione della serie televisiva Just Shoot Me! è stata trasmessa in anteprima negli Stati Uniti d'America dalla NBC tra il 23 settembre 1997 e il 12 maggio 1998.
| nº | Titolo originale       | Titolo italiano | Prima TV USA      | Prima TV Italia |
| -- | ---------------------- | --------------- | ----------------- | --------------- |
| 1  | The Experiment         |                 | 23 settembre 1997 |                 |
| 2  | The Assistant          |                 | 30 settembre 1997 |                 |
| 3  | Old Boyfriends         |                 | 28 ottobre 1997   |                 |
| 4  | La Cage                |                 | 4 novembre 1997   |                 |
| 5  | King Lear Jet          |                 | 11 novembre 1997  |                 |
| 6  | My Dinner with Woody   |                 | 18 novembre 1997  |                 |
| 7  | Twice Burned           |                 | 25 novembre 1997  |                 |
| 8  | Sweet Charity          |                 | 9 dicembre 1997   |                 |
| 9  | Jesus, It's Christmas  |                 | 16 dicembre 1997  |                 |
| 10 | Elliott the Geek       |                 | 6 gennaio 1998    |                 |
| 11 | Sewer!                 |                 | 13 gennaio 1998   |                 |
| 12 | In the Company of Maya |                 | 20 gennaio 1998   |                 |
| 13 | Pass the Salt          |                 | 29 gennaio 1998   |                 |
| 14 | The Walk               |                 | 3 febbraio 1998   |                 |
| 15 | Nina in the Cantina    |                 | 24 febbraio 1998  |                 |
| 16 | College or Collagen    |                 | 26 febbraio 1998  |                 |
| 17 | Nina's Bikini          |                 | 3 marzo 1998      |                 |
| 18 | The Kiss               |                 | 19 marzo 1998     |                 |
| 19 | Bravefinch             |                 | 26 marzo 1998     |                 |
| 20 | Jack's Old Partner     |                 | 9 aprile 1998     |                 |
| 21 | Amblushed              |                 | 16 aprile 1998    |                 |
| 22 | The Emperor            |                 | 23 aprile 1998    |                 |
| 23 | Rescue Me              |                 | 30 aprile 1998    |                 |
| 24 | Eve of Destruction     |                 | 5 maggio 1998     |                 |
| 25 | War & Sleaze           |                 | 12 maggio 1998    |                 |